# Episodi di Papà Noè (seconda stagione)
La seconda stagione della serie televisiva Papà Noè è stata trasmessa in anteprima negli Stati Uniti d'America dalla ABC tra il 14 settembre 1996 e il 8 giugno 1997.
| nº | Titolo originale           | Titolo italiano | Prima TV USA      | Prima TV Italia |
| -- | -------------------------- | --------------- | ----------------- | --------------- |
| 1  | Fly Like a Bird            |                 | 14 settembre 1996 |                 |
| 2  | God's Last Laugh           |                 | 21 settembre 1996 |                 |
| 3  | The Big Hurt               |                 | 28 settembre 1996 |                 |
| 4  | Faith, Hope and Charity    |                 | 5 ottobre 1996    |                 |
| 5  | Slings and Arrows          |                 | 12 ottobre 1996   |                 |
| 6  | The Choice                 |                 | 19 ottobre 1996   |                 |
| 7  | Heart Matters              |                 | 25 maggio 1996    |                 |
| 8  | Desperately Seeking Mickey |                 | 1º giugno 1997    |                 |
| 9  | Diving In                  |                 | 8 giugno 1997     |                 |